# Neudenau

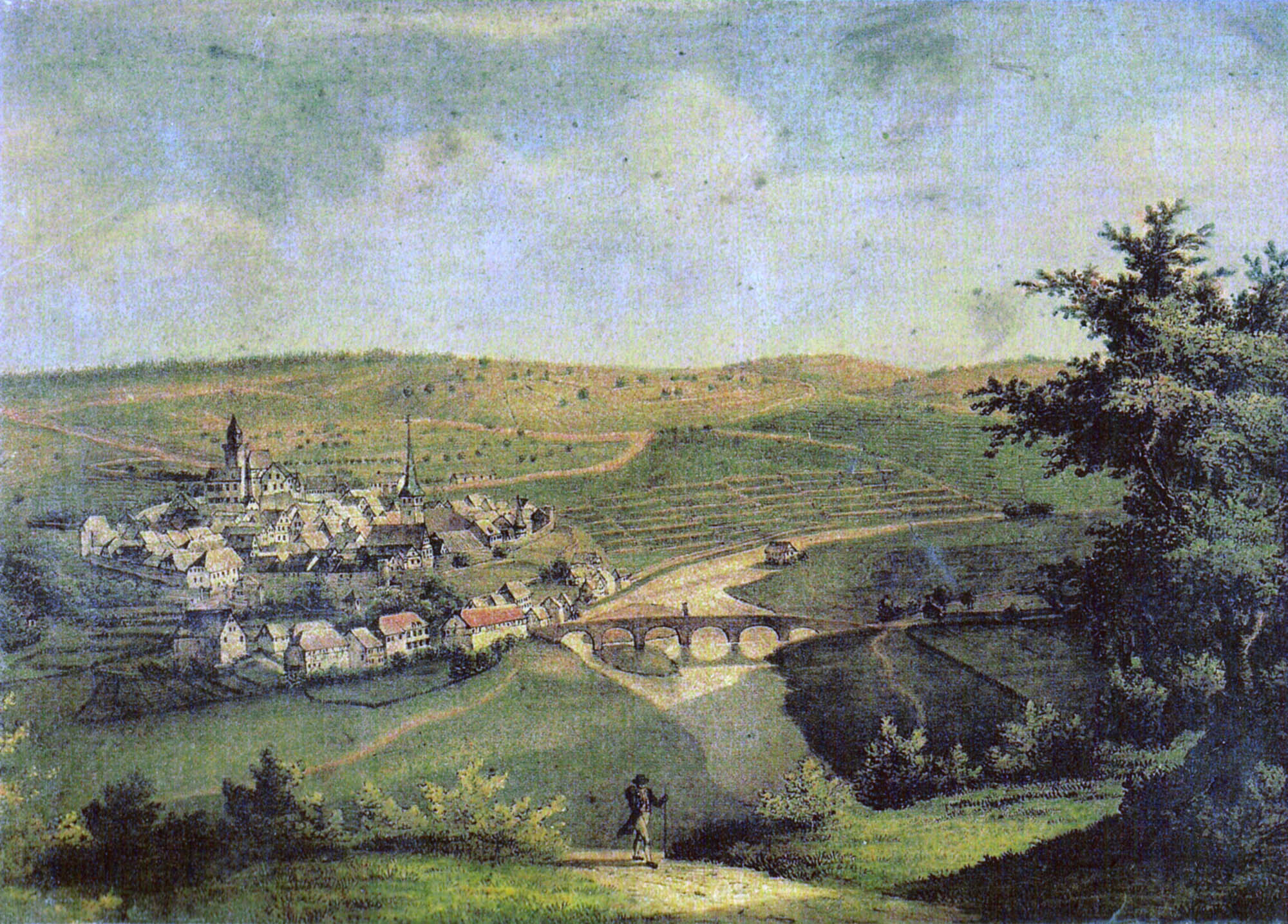
Neudenau von Südwesten, um 1840/41

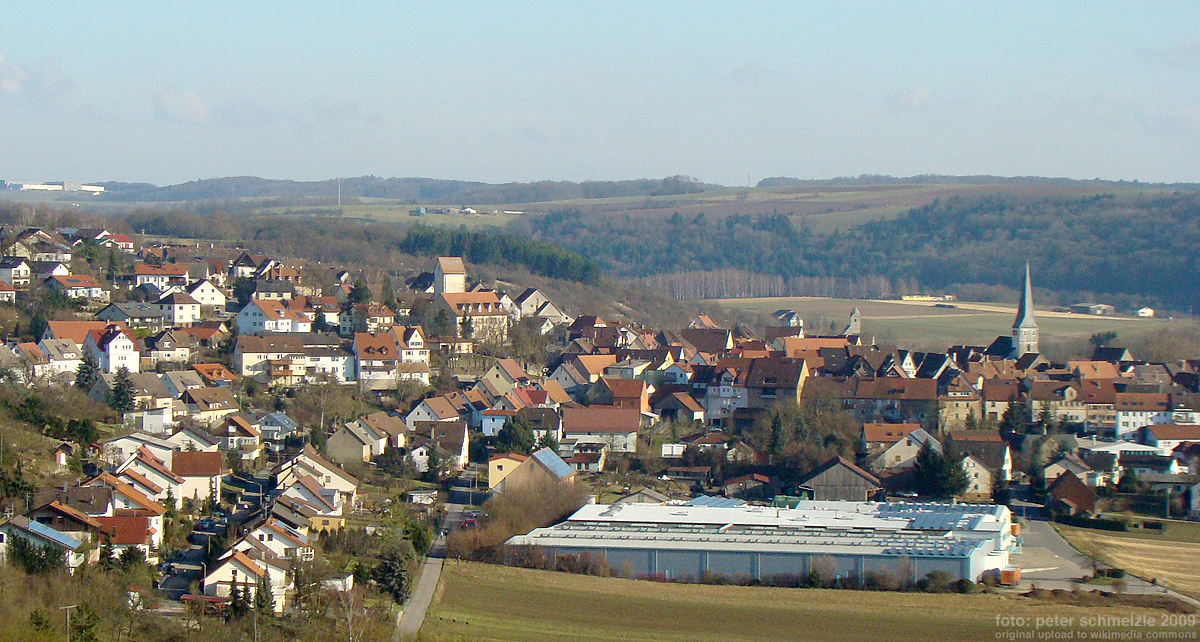
Ortsansicht von Neudenau

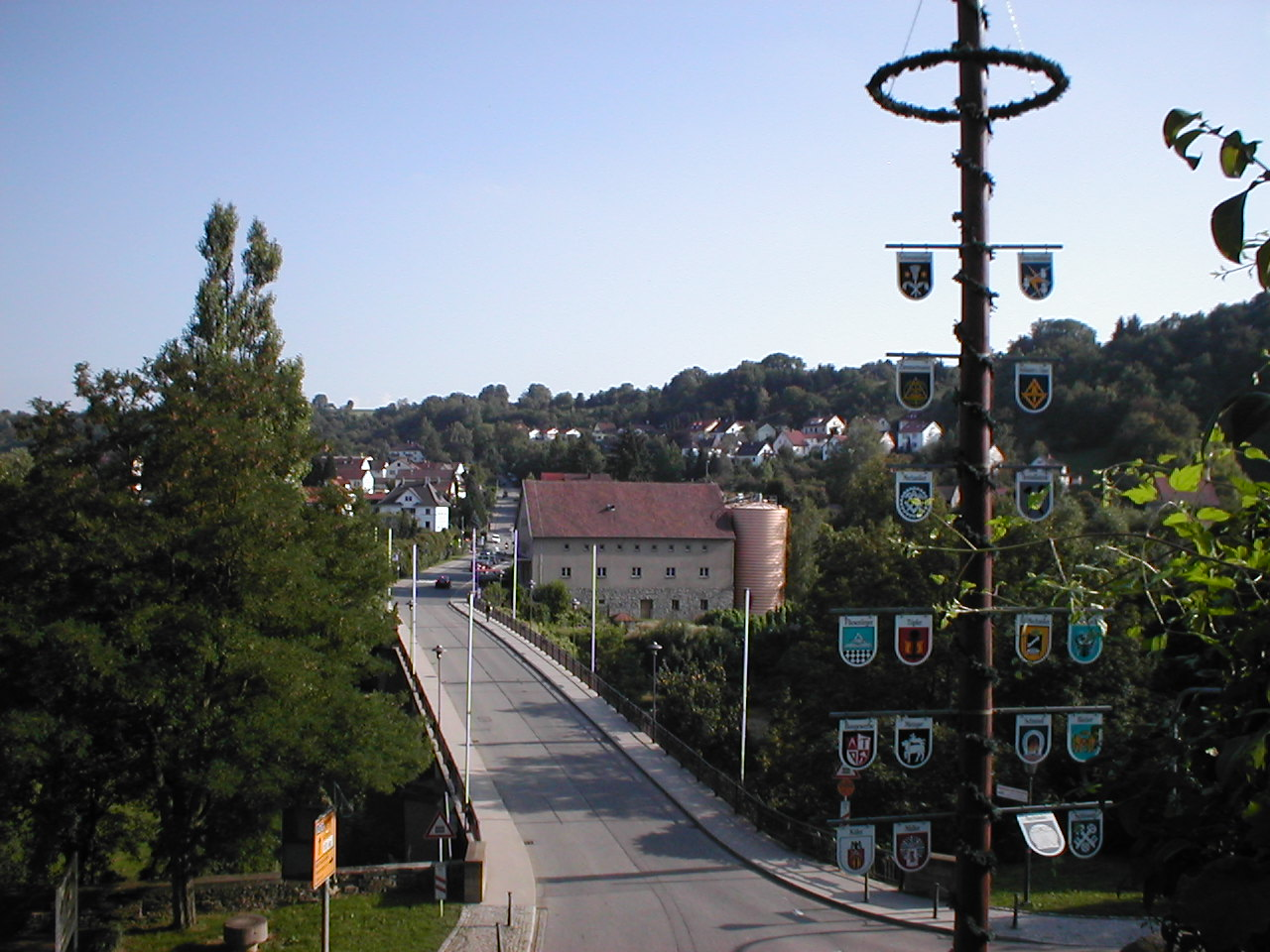
Jagstbrücke in Neudenau

Neudenau [ˈnɔʏ̯dənaʊ̯], ⓘ (im Ortsdialekt Neidene) ist eine Stadt und ein Unterzentrum im Landkreis Heilbronn in Baden-Württemberg (Deutschland). Sie gehört zur Region Heilbronn-Franken (bis 20. Mai 2003 Region Franken) und zur Randzone der europäischen Metropolregion Stuttgart.

## Geographie
Neudenau liegt im nordöstlichen Landkreis Heilbronn an der Jagst.

### Nachbargemeinden
Nachbarstädte und -gemeinden Neudenaus sind (im Uhrzeigersinn, beginnend im Norden): Billigheim (Neckar-Odenwald-Kreis), Möckmühl, Hardthausen am Kocher, Neuenstadt am Kocher, Bad Friedrichshall und Gundelsheim (alle Landkreis Heilbronn).

### Stadtgliederung
Neudenau gliedert sich in die Stadt Neudenau selbst und die Stadtteile Herbolzheim und Siglingen. Zu Neudenau selbst gehört noch der Wohnplatz St. Gangolfskapelle (letzter Rest des abgegangenen Dorfes Deitingen), zu Siglingen gehören die Weiler Kreßbach und Reichertshausen. Abgegangene, heute nicht mehr bestehende Orte sind auf Markung Neudenau Leichtenweiler und Deitingen, auf Markung Siglingen Neuhof und Veherbrunnen.

### Flächenaufteilung
Nach Daten des Statistischen Landesamtes, Stand 2014.

## Geschichte

### Neudenau
Neudenau geht auf einen ursprünglich Busingen genannten Ort zurück, der im frühen 13. Jahrhundert von den Herren von Dürn befestigt wurde. Die Befestigung folgte der Anlage der Burg Wildenberg und steht im Zusammenhang mit dem etwa zur selben Zeit erfolgten Ausbau der Orte Buchen, Forchtenberg und Walldürn. Die Anlage einer Burg in Busingen auf dem Vorsprung des nördlichen Jagstufers erfolgte wahrscheinlich durch Konrad II. von Dürn. 1251 wurde der Ort erstmals als Nidenowe bezeugt, 1263 wird der Ort als Stadt bezeichnet.
Um 1300 kam die Stadt in den Besitz der Herren von Weinsberg. Ein Konrad von Weinsberg verkaufte die Stadt 1327 an seinen Oheim Konrad von Hohenriet, von dem die Stadt bereits 1330 an Burkhard Sturmfeder ging. 1335 erwarb der Mainzer Erzbischof Balduin gleichzeitig mit der Herrschaft Scheuerberg auch Rechte in Neudenau. Als Bischof Gerlach diese Rechte wenige Jahre später einforderte, kam es zu einem mehrjährigen Streit mit Burkhard Sturmfeder, der erst mit dessen Tod 1364 geschlichtet wurde, als Neudenau mit allem Zubehör an Kurmainz fiel, wo die Stadt bis 1802 verblieb.
Im Dreißigjährigen Krieg hatte Neudenau wie fast alle umliegenden Orte unter Einquartierungen, Truppendurchzügen und Seuchen zu leiden. Die Lage an einem alten Fernweg zwischen dem Unterland und Würzburg längs des Jagsttals, die zu Kriegszeiten zu vielen Truppendurchzügen führte, war jedoch auch Grundlage für einen schnellen Wiederaufbau und Fortschritt nach Ende des Kriegs, da Zuchtvieh und Saatgut leicht zugeführt werden konnten. In Neudenau wurde erstmals in der Region Vieh in Halbjoche anstelle der älteren Doppeljoche gespannt, was den Einwohnern den Rufnamen „Halbjöcher“ einbrachte. 1668 wurden 558 Einwohner gezählt. Um 1700 hatte sich der Ort von den vorangegangenen Kriegen so weit erholt, dass wieder stattliche Bürgerhäuser errichtet wurden. Der Plan zu einem Kirchenneubau dagegen zog sich wegen eines Rechtsstreits mit dem Stift Wimpfen, das das Patronat innehatte, über 23 Jahre und konnte erst ab 1742 verwirklicht werden. Als kurmainzische Amtsstadt erlebte Neudenau im 18. Jahrhundert eine gewisse Blüte.
Im Jahre 1803 kam Neudenau infolge der Säkularisation von Kurmainz und durch den Reichsdeputationshauptschluss in den Besitz der Grafen von Leiningen-Heidesheim und wurde schließlich nach der Auflösung des Römisch-Deutschen Kaiserreiches durch Gründung des Rheinbundes 1806 badisch. Dort gehörte es zum Amt Mosbach, aus dem der Landkreis Mosbach hervorging, und sank zur Bedeutungslosigkeit eines Landortes. Das Amt Neudenau bestand von 1807 bis 1813 im Norden des Großherzogtums Baden. 1840 wurden aus verkehrstechnischen Gründen Teile der Stadtmauer sowie die Stadttore und -türme auf Veranlassung des Mosbacher Oberamtmanns Dr. Fauth abgebrochen. Zahlreiche Kunst- und Baudenkmäler in Neudenau gehen auf die Familie Merckle zurück, die im 19. und frühen 20. Jahrhundert vier Generationen von Gastwirten und Gemeinderäten und mit Johann Franz Merckle (1835–1889) auch einen Bürgermeister des Ortes hervorbrachte.
1939 wurden 1168 Einwohner gezählt, Ende 1945 waren es 1392.

### Stadtteile
Herbolzheim existierte Grabungen zufolge bereits im 7. Jahrhundert und wurde im 9. Jahrhundert als Heribotesheim im Lorscher Codex erstmals erwähnt. Herbolzheim wurde 1361 kurmainzisch und erlebte die gleichen Herrschaftswechsel wie Neudenau. 1939 wurden in Herbolzheim 715 Einwohner gezählt, Ende 1945 waren es 788. Im Zuge der Kreisreform in Baden-Württemberg 1973 und der Auflösung des Landkreises Mosbach gelangte Herbolzheim zum Landkreis Heilbronn. 1975 wurde Herbolzheim ein Stadtteil von Neudenau.
Siglingen wurde in einer Urkunde aus dem späten 8. oder frühen 9. Jahrhundert erstmals erwähnt. Um 800 war es im Besitz des Klosters Fulda und fiel vor 1308 an die Herren von Weinsberg. 1445 wurde der Ort kurpfälzisch, 1504 württembergisch. Siglingen wurde Teil des Oberamts Neckarsulm und später des Landkreises Heilbronn. 1939 wurden in Siglingen 917 Einwohner gezählt, Ende 1945 waren es 1058.
Seit 1973 gehören auch Neudenau und Herbolzheim zum Landkreis Heilbronn. Am 1. Januar 1975 vereinigte sich die Stadt Neudenau mit den Gemeinden Herbolzheim (Jagst) und Siglingen (inklusive der Ortsteile Kreßbach und Reichertshausen) zur neuen Stadt Neudenau.

## Religionen
Die Einwohner Neudenaus und Herbolzheims sind überwiegend katholisch, es gibt die katholischen Kirchengemeinden St. Laurentius in Neudenau selbst und St. Kilian in Herbolzheim. In Siglingen gibt es eine evangelische Kirchengemeinde St. Ulrich.
Juden aus Neudenau werden bereits im Zusammenhang mit dem Rintfleisch-Pogrom 1298 und den Pestpogromen des 14. Jahrhunderts erwähnt, waren jedoch nicht zu allen Zeiten hier ansässig. In einer Urkunde von 1492 wird der damals wieder eröffnete Jüdische Friedhof in Neudenau bereits als „von langen Jahren her gehabt“ bezeichnet, so dass er zu den ältesten Judenfriedhöfen in Südwestdeutschland zählt. Mit der Wiederaufnahme von Bestattungen durfte sich nach 1492 auch jeweils wieder ein einzelner Jude in Neudenau niederlassen. Auch 1667 wird nur ein einzelner Jude erwähnt. Eine Gemeinde entwickelte sich erst um 1700. 1769 waren es 8 Familien mit 36 Personen, 1806 waren es elf Familien mit 54 Personen. Die jüdische Gemeinde war arm und konnte erst 1875 einen seit 1820 geplanten Synagogenneubau als Ersatz für einen beengten Betsaal erbauen. Als Folge von Ab- und Auswanderung nahm die jüdische Gemeinde jedoch rasch ab. 1883 lebten noch 50 Juden in Neudenau, 1910 noch 26, 1925 noch zwölf und 1933 noch neun Juden, die nach 1935 in andere Städte verzogen und später von dort größtenteils bei Deportationen zu Tode kamen (→ Holocaust). Die religiöse Gemeinde wurde am 8. November 1937 aufgelöst, beim Novemberpogrom 1938 wurde die Synagoge zerstört.

## Politik

### Gemeinderat und Ortschaftsrat
In Neudenau wird der Gemeinderat nach dem Verfahren der unechten Teilortswahl gewählt. Dabei kann sich die Zahl der Gemeinderäte durch Überhangmandate verändern. Der Gemeinderat besteht aus den gewählten ehrenamtlichen Gemeinderäten und dem Bürgermeister als Vorsitzendem. Der Bürgermeister ist im Gemeinderat stimmberechtigt. 
Die Kommunalwahl am 9. Juni 2024 führte zu folgendem Endergebnis (mit Vergleich zu vorigen Wahlen):
| Parteien und Wählergemeinschaften             | Parteien und Wählergemeinschaften             | % 2024 | Sitze 2024 |        | % 2019 | Sitze 2019 | % 2014 | Sitze 2014 |
| FW                                            | Freie Wählervereinigung                       | 60,3   | 12         | 60,4   | 11     | 52,7       | 11     |            |
| CDU                                           | Christlich Demokratische Union Deutschlands   | 31,7   | 6          | 30,8   | 6      | 30,9       | 7      |            |
| SPD                                           | Sozialdemokratische Partei Deutschlands       | 08,0   | 2          | 08,7   | 2      | 16,4       | 3      |            |
| Gesamt (nach Beseitigung von Rundungsfehlern) | Gesamt (nach Beseitigung von Rundungsfehlern) | 100 %  | 20         | 100 %  | 19     | 100 %      | 21     |            |
| Wahlbeteiligung                               | Wahlbeteiligung                               | 61,4 % | 61,4 %     | 61,0 % | 61,0 % | 49,2 %     | 49,2 % |            |

In der Ortschaft Herbolzheim gibt es zudem einen Ortschaftsrat. Auf seinen Vorschlag hin wählt der Gemeinderat für Herbolzheim einen ehrenamtlichen Ortsvorsteher. Diese Gremien sind zu wichtigen die Ortschaft betreffenden Angelegenheiten zu hören.

### Bürgermeister
Bürgermeister ist seit dem 9. Mai 2023 Jochen Hoffer (* 1980, parteilos). Er wurde am 5. März 2023 mit 66,4 Prozent der Stimmen gewählt. Er folgte Manfred Hebeiß (* 1958, CDU) nach, der von 1999 bis 2023 Bürgermeister war.

Bannerflagge, Stadt Neudenau

### Wappen und Flagge
| Wappen von Neudenau | Blasonierung: „In Rot ein achtspeichiges silbernes Rad.“ |
| Wappen von Neudenau | Wappenbegründung: Das Rad geht auf die lange kurmainzische Herrschaft in Neudenau (1364 bis 1802) zurück und ist eine Variante des Mainzer Rades mit acht statt sechs Speichen. Die älteste gesicherte Verwendung war in einem Neudenauer Siegel aus dem 15. Jahrhundert, dessen Abdrucke ab 1542 belegt sind. 1803 bis 1806 verwendete Neudenau im Siegel die drei leiningenschen Adler der damaligen Ortsherrschaft. 1900 genehmigte das badische Innenministerium die Rückkehr zur ursprünglichen Form. Die zum 1. Januar 1975 neu gebildete Stadt Neudenau nahm das Wappen ihrer gleichnamigen Vorgängerin wieder auf; Wappen und Flagge wurden der Stadt am 16. August 1978 vom Landratsamt des Landkreises Heilbronn verliehen. Die Stadtfarben sind Weiß-Rot. |

## Kultur und Sehenswürdigkeiten

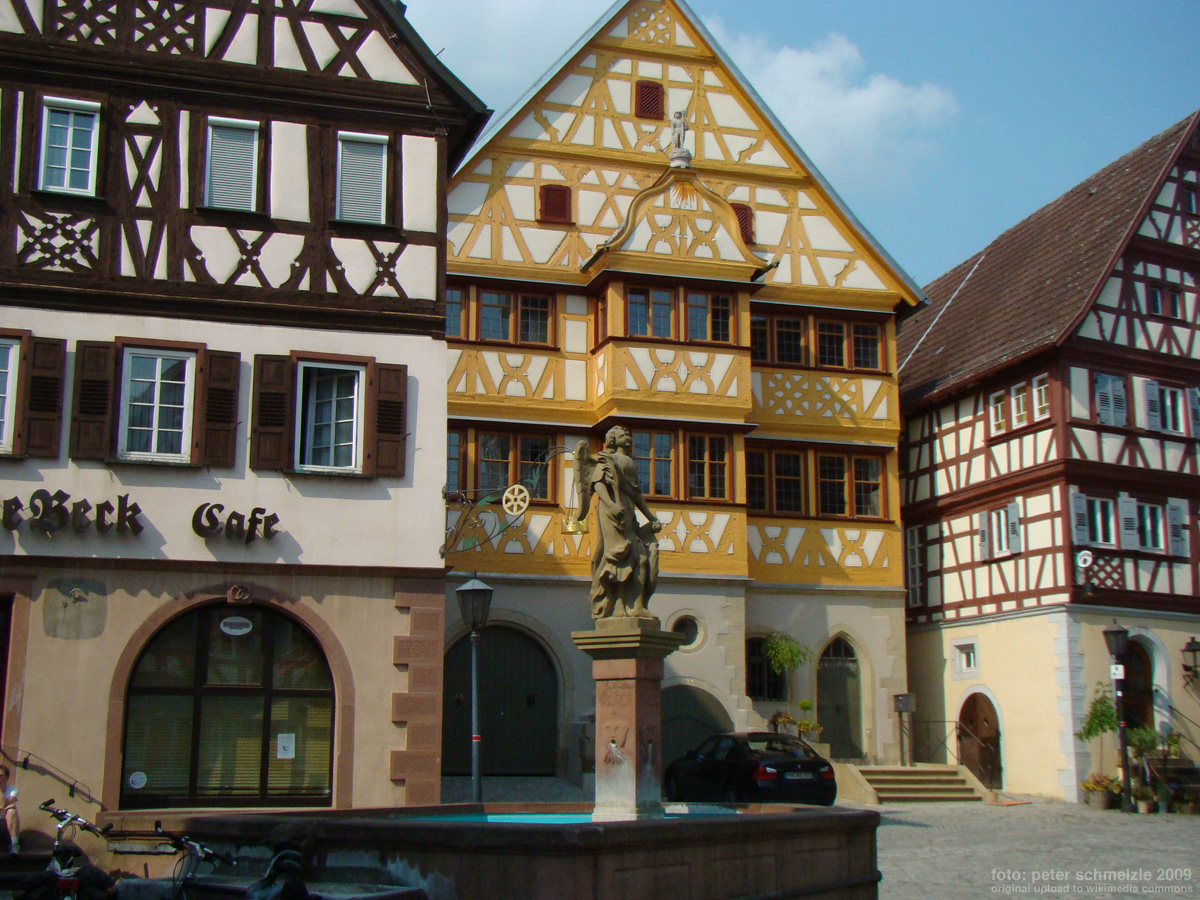
Ratsbrunnen mit Rathaus von 1587

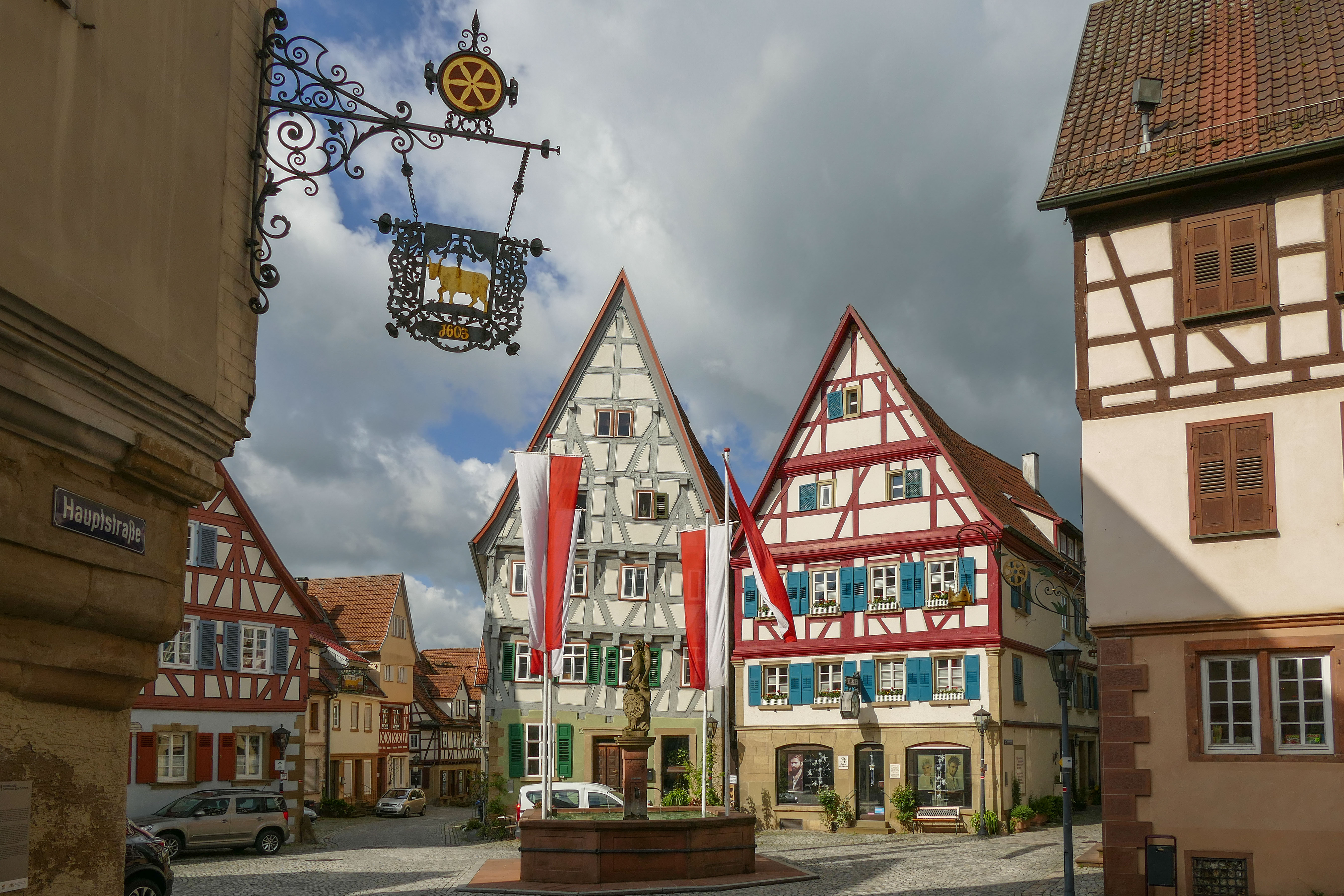
Marktplatz, vom Rathaus aus gesehen

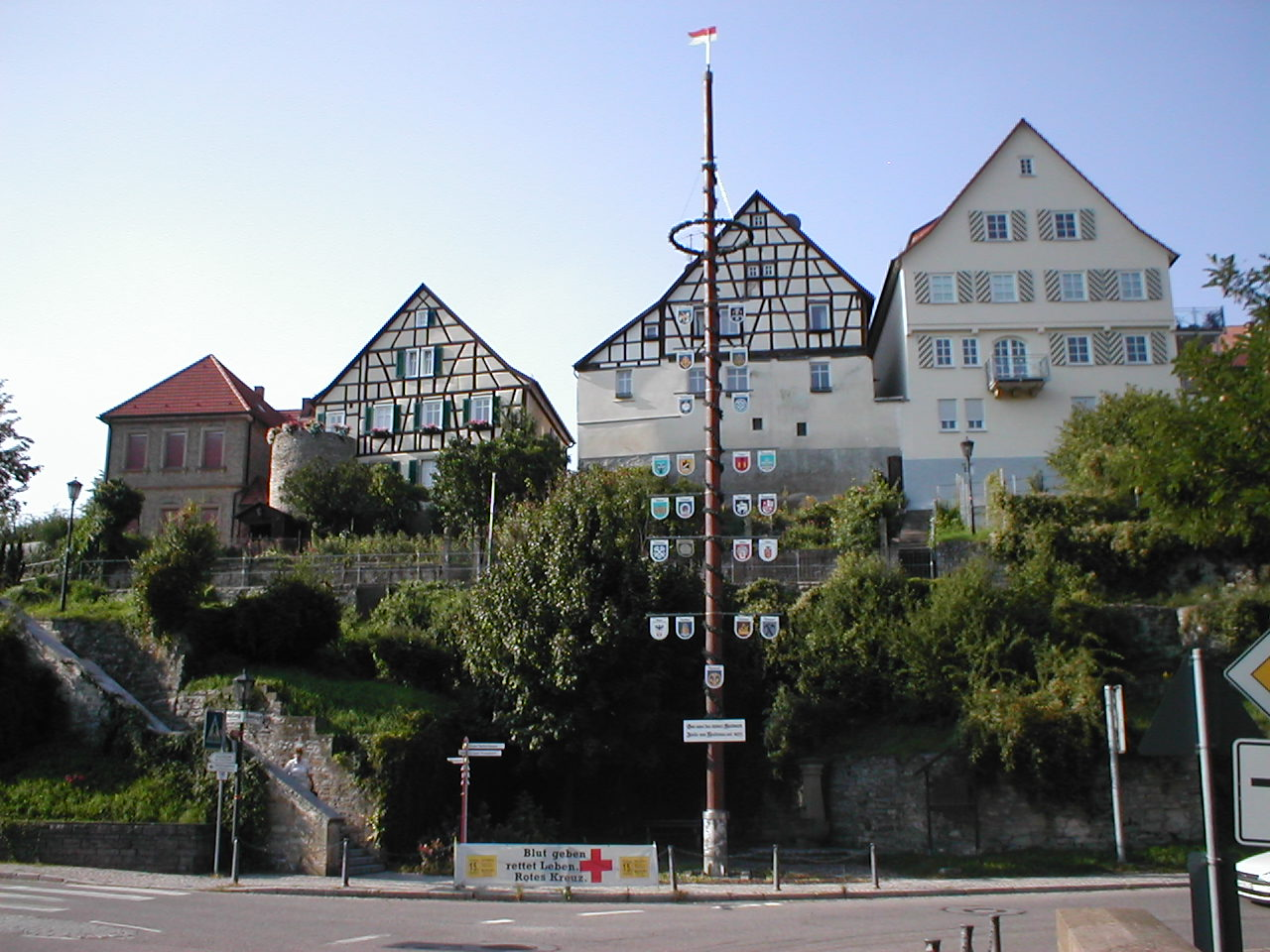
Reste der Stadtmauer

### Bauwerke
Der Neudenauer Marktplatz ist umringt von Fachwerkhäusern, darunter das Rathaus von 1587 und sein rechtes Nachbargebäude von 1631. Der Marktbrunnen wurde 1828 und 1991 renoviert. Die gesamte Altstadt von Neudenau ist reich an historischen Fachwerkbauten bis zurück ins 15. Jahrhundert, darunter das Sturmfeder‘sche Haus von 1479 bei der Kelter. Auch Teile der mittelalterlichen Stadtmauer mit Wehrtürmen sind erhalten.
Das Schloss Neudenau, ab dem 13. Jahrhundert erbaut, war bis 1802 Sitz des Mainzer Kellers, nach dem Kauf durch die Stadt 1872 bis 1961 Schulhaus und seit 1933 bis heute auch Museum.

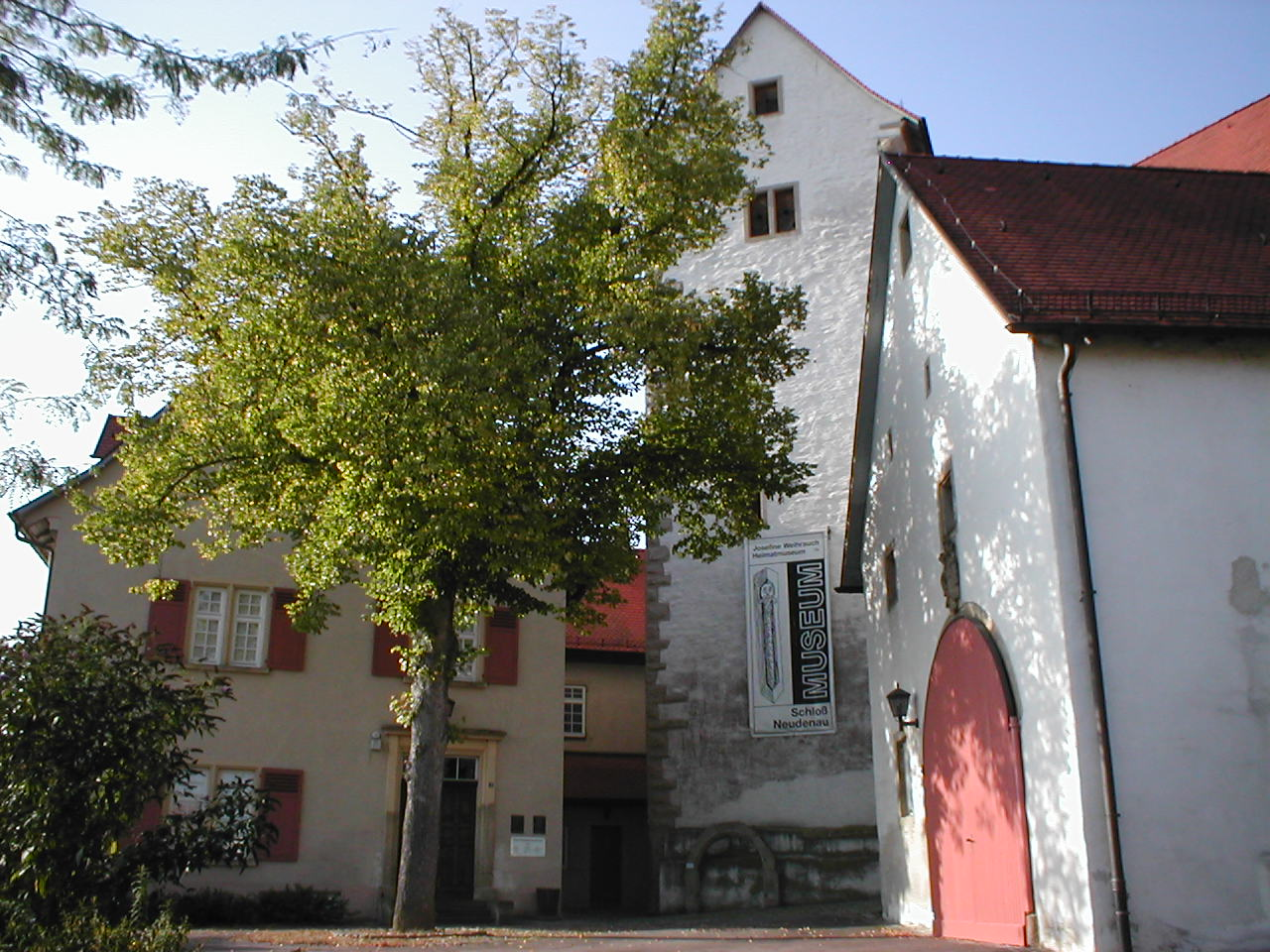
Schloss Neudenau
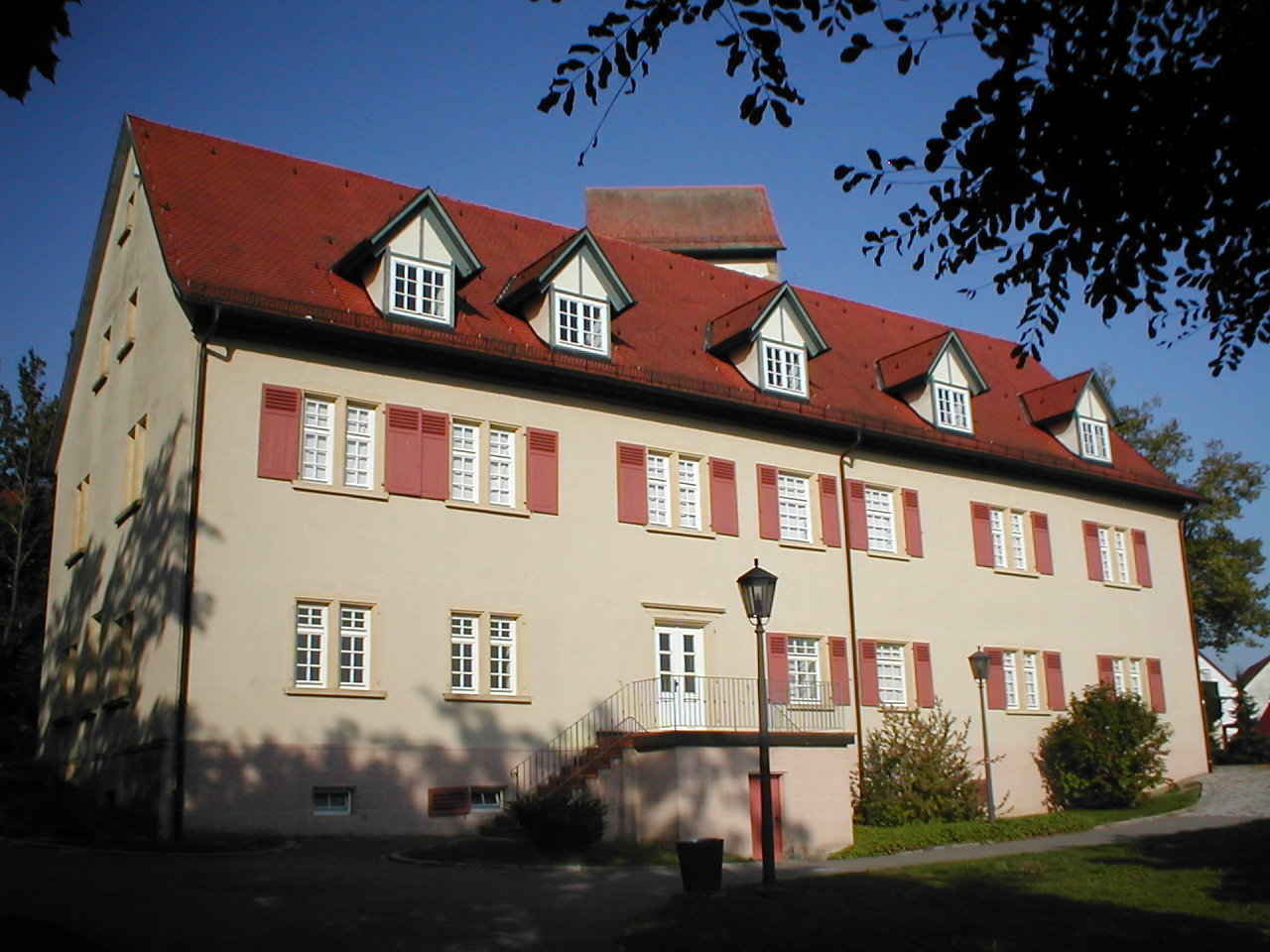
Schloss Neudenau, Hauptgebäude
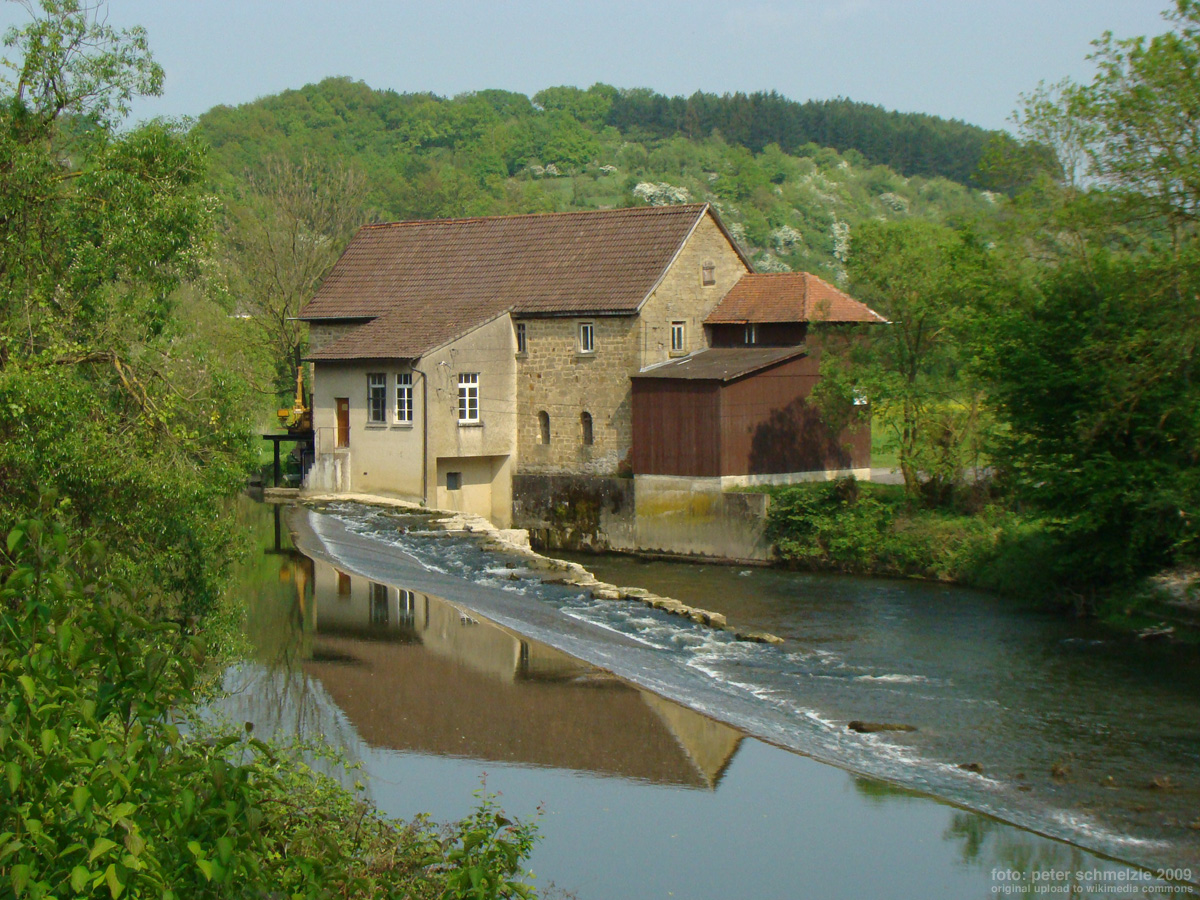
Alte Mühle an der Jagst

Die katholische Pfarrkirche St. Laurentius wurde an Stelle einer sehr viel älteren Kirche ab 1742 im spätbarocken Stil erbaut, wobei der Turm des gotischen Vorgängerbaues übernommen wurde. An der Jagstbrücke befindet sich die spätgotische Wolfgangskapelle, die 1720 vergrößert wurde und bei der sich seit 1780 der Neudenauer Friedhof befindet, weswegen der Bau seitdem als Friedhofskapelle dient. An der alten Weggabelung nach Allfeld und Höchstberg steht als Ersatz für eine um 1700 erbaute Kapelle eine 1870 errichtete, markant kreuzförmige steinerne Heilig-Kreuz-Kapelle, die seit einer Renovierung 1989 von der evangelischen Gemeinde genutzt wird.

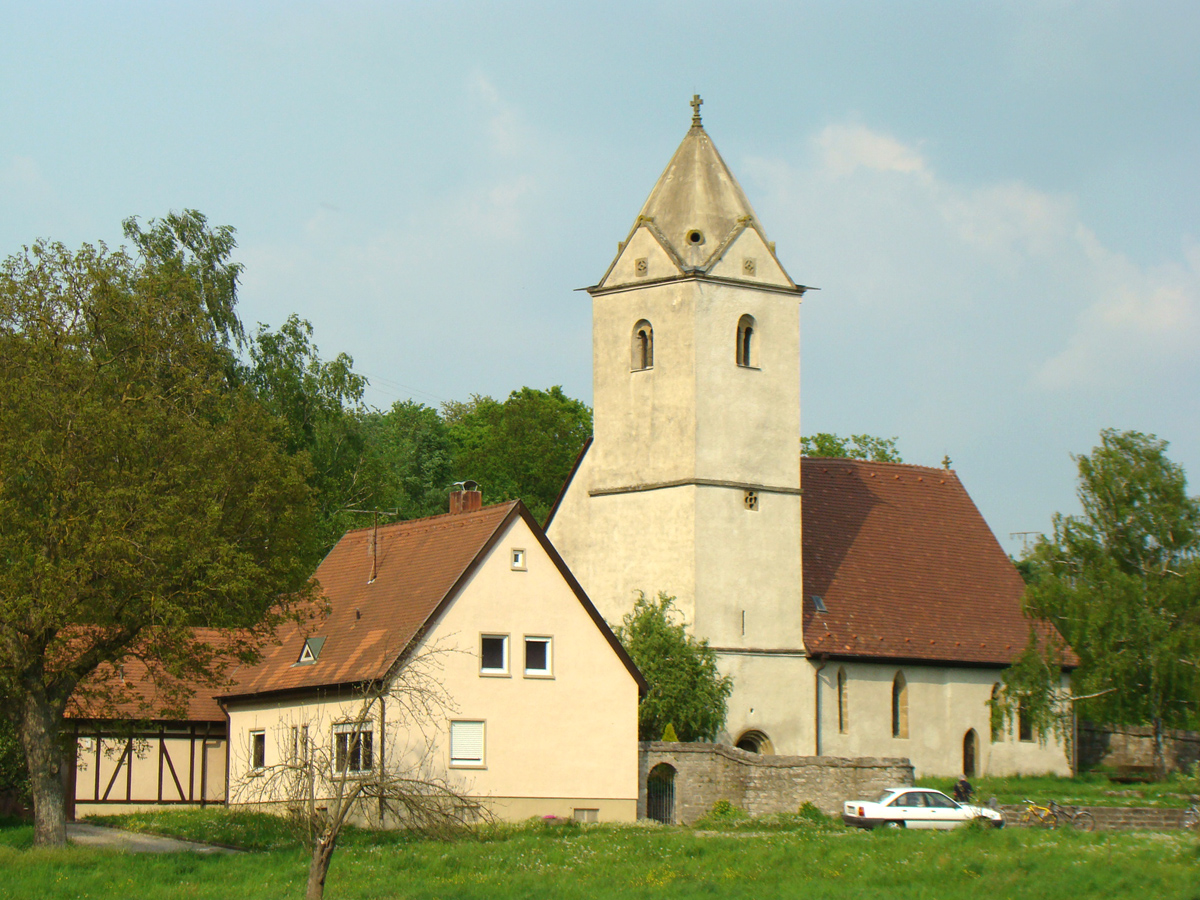
Gangolfskapelle

Außerhalb des Ortes befindet sich die romanische Gangolfskapelle des bereits um 1400 verlassenen Dorfes Deitingen, zu der jährlich am zweiten Sonntag im Mai eine Pferdewallfahrt (Gangolfsritt) unternommen wird und deren Türen reich mit historischen Hufeisen geschmückt sind. Die Kapelle weist historische Wandmalereien aus dem 14. und 15. Jahrhundert sowie schmuckvolle historische Altäre auf.
Zu den weiteren Kunstdenkmälern in Neudenau zählen eine Ölberggruppe und eine Kreuzigungsgruppe bei der Pfarrkirche und eine weitere historische Kreuzigungsgruppe am Lindenplatz. Im Ort und im Umfeld befinden sich zahlreiche historische Bildstöcke.

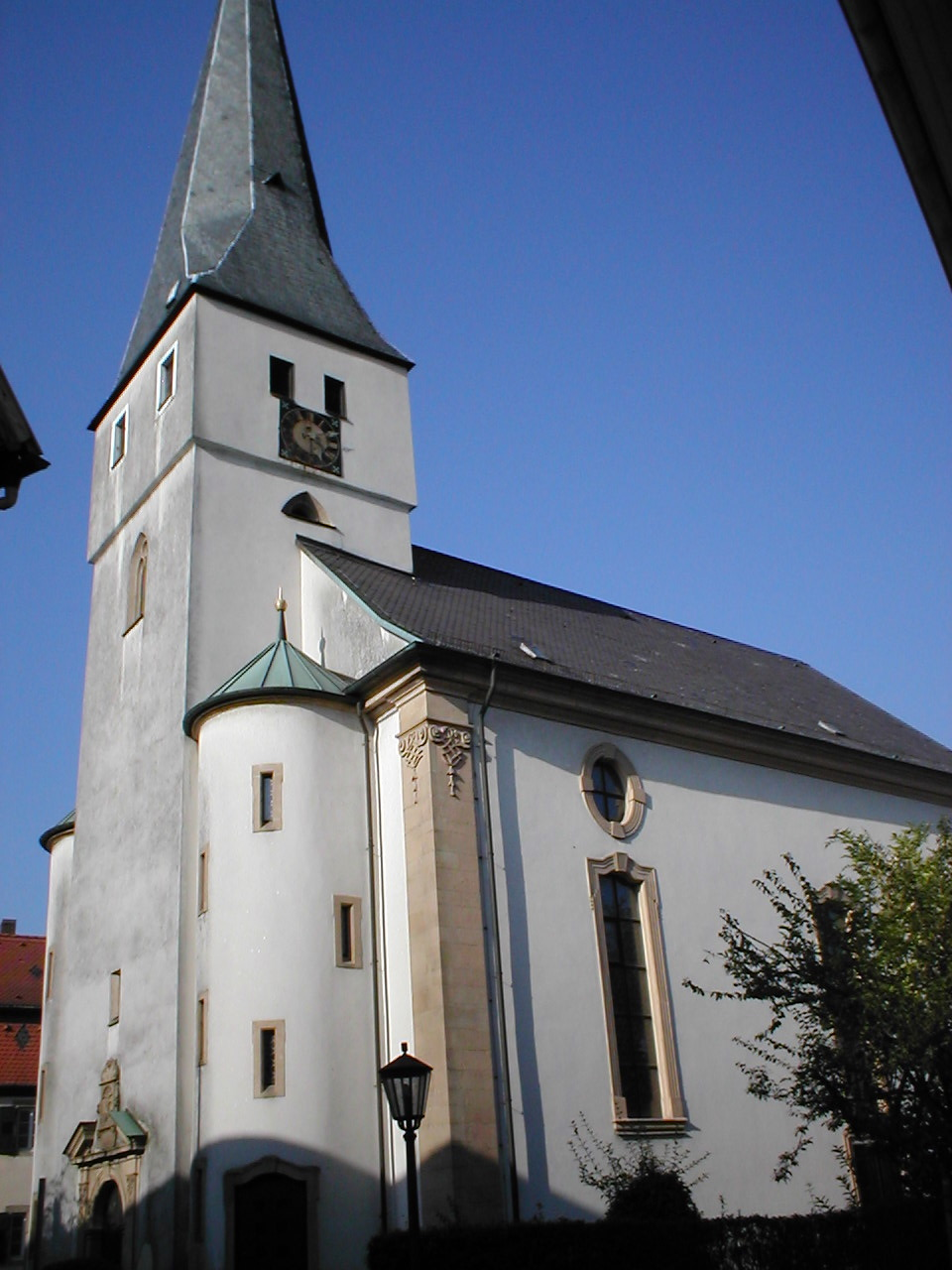
Pfarrkirche St. Laurentius
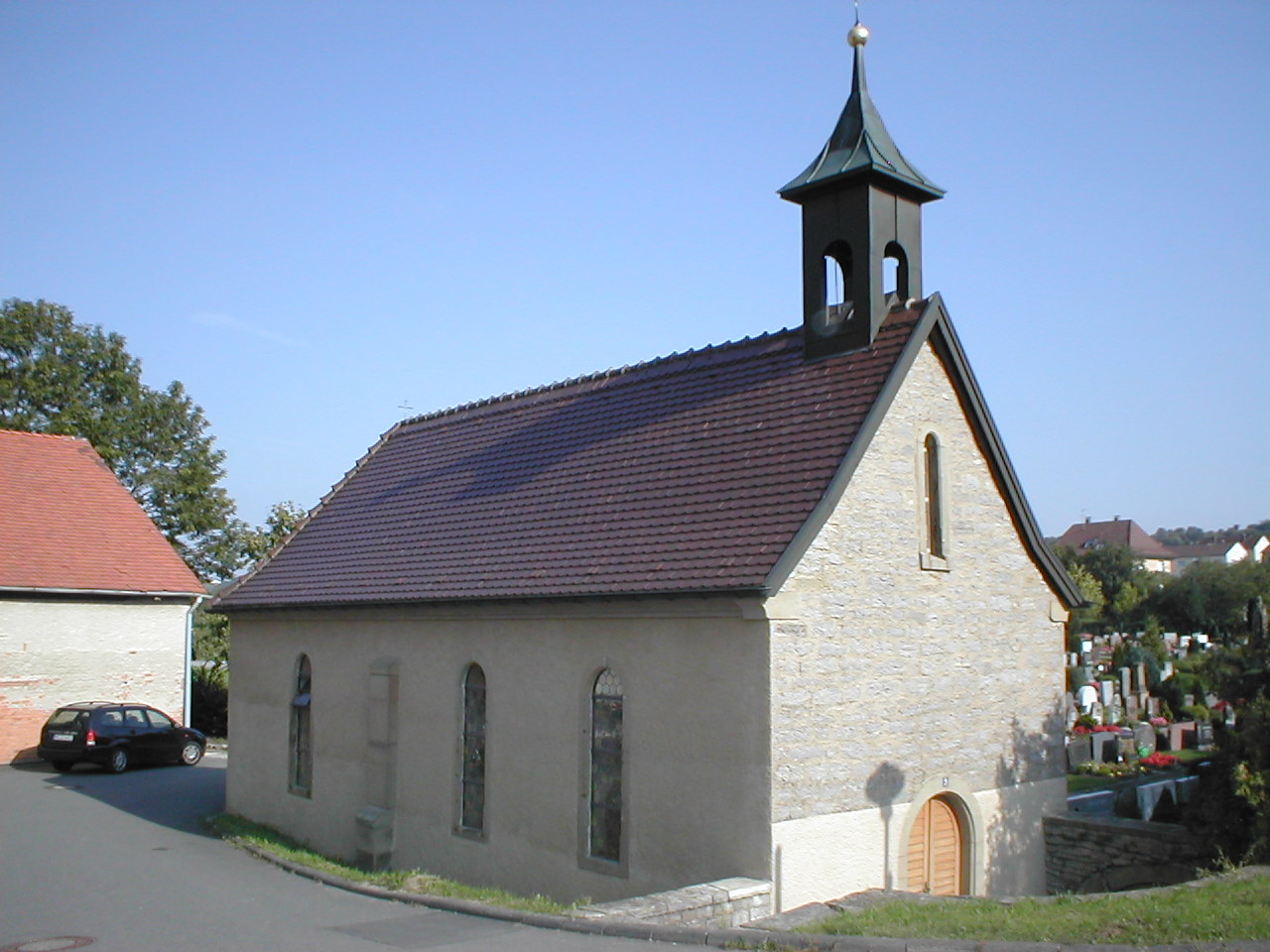
Wolfgangskapelle
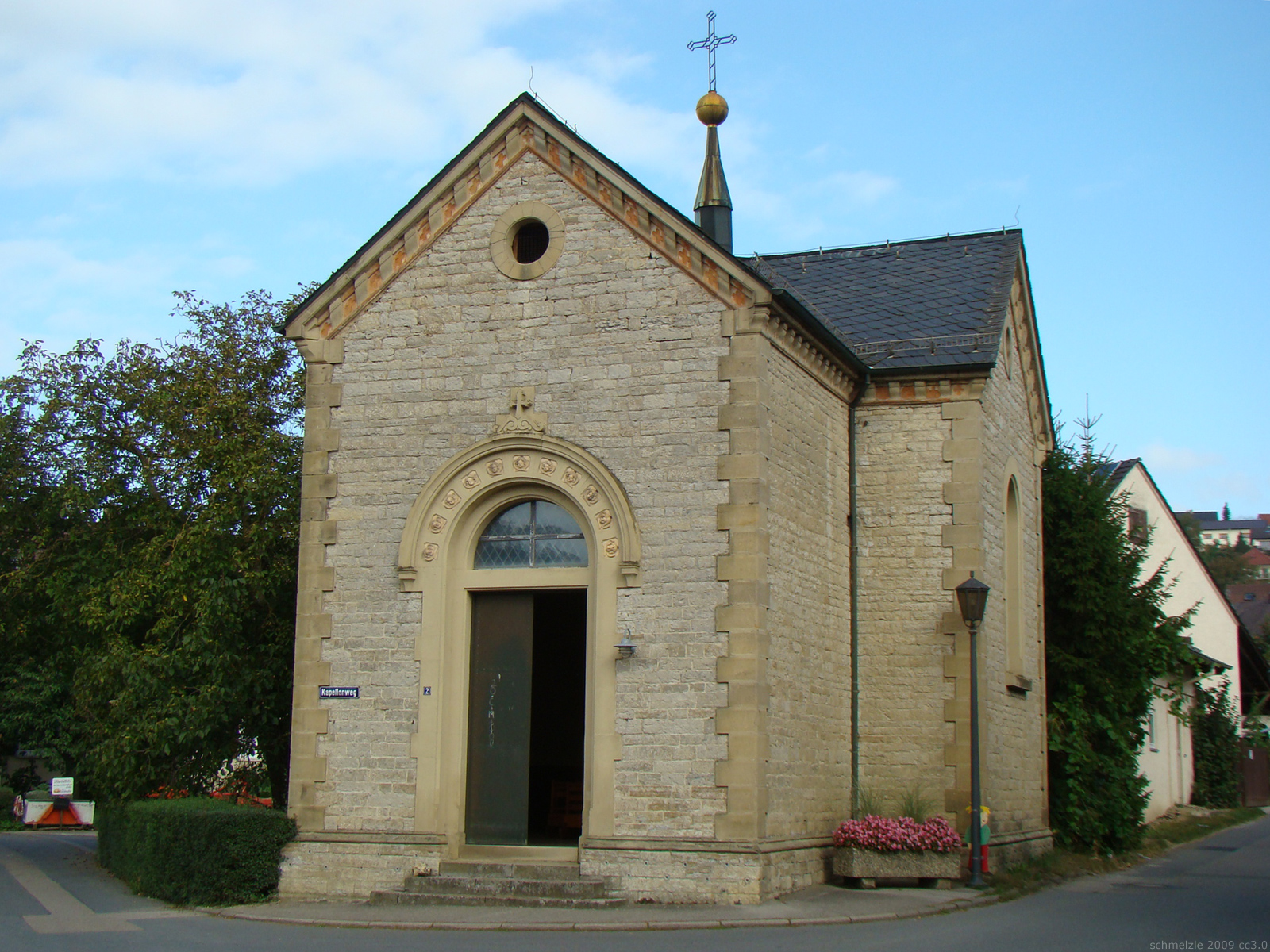
Heilig-Kreuz-Kapelle

### Museen
Das Josefine-Weihrauch-Heimatmuseum im Schloss Neudenau zeigt Exponate aus der lokalen und regionalen Geschichte und im Sommer auch wechselnde Ausstellungen.

### Regelmäßige Veranstaltungen
Regional bekannt ist Neudenau durch den so genannten Gangolfsritt, eine jährlich wiederkehrende Reiterprozession am zweiten Sonntag im Mai. Jedes Jahr fand Anfang Juni zudem das Trinkfest „Gässlesmarkt“ statt, seit 2001 auch mit einem Umzug zu wechselnden Themen in teils originalen historischen Gewändern.

## Wirtschaft und Infrastruktur
Neudenau und seine Stadtteile sind Weinbauorte, deren Lagen zur Großlage Kocherberg im Bereich Kocher-Jagst-Tauber des Weinbaugebietes Württemberg gehören.
Zwischen Neudenau und dem Stadtteil Siglingen liegt das Neudenauer Freibad, das im Jahr 2017 sein 50-jähriges Bestehen feiern konnte. Beachtenswerterweise befindet sich das Bad nicht in der Trägerschaft der Stadt, sondern in der eines gemeinnützigen Vereins.

### Verkehr

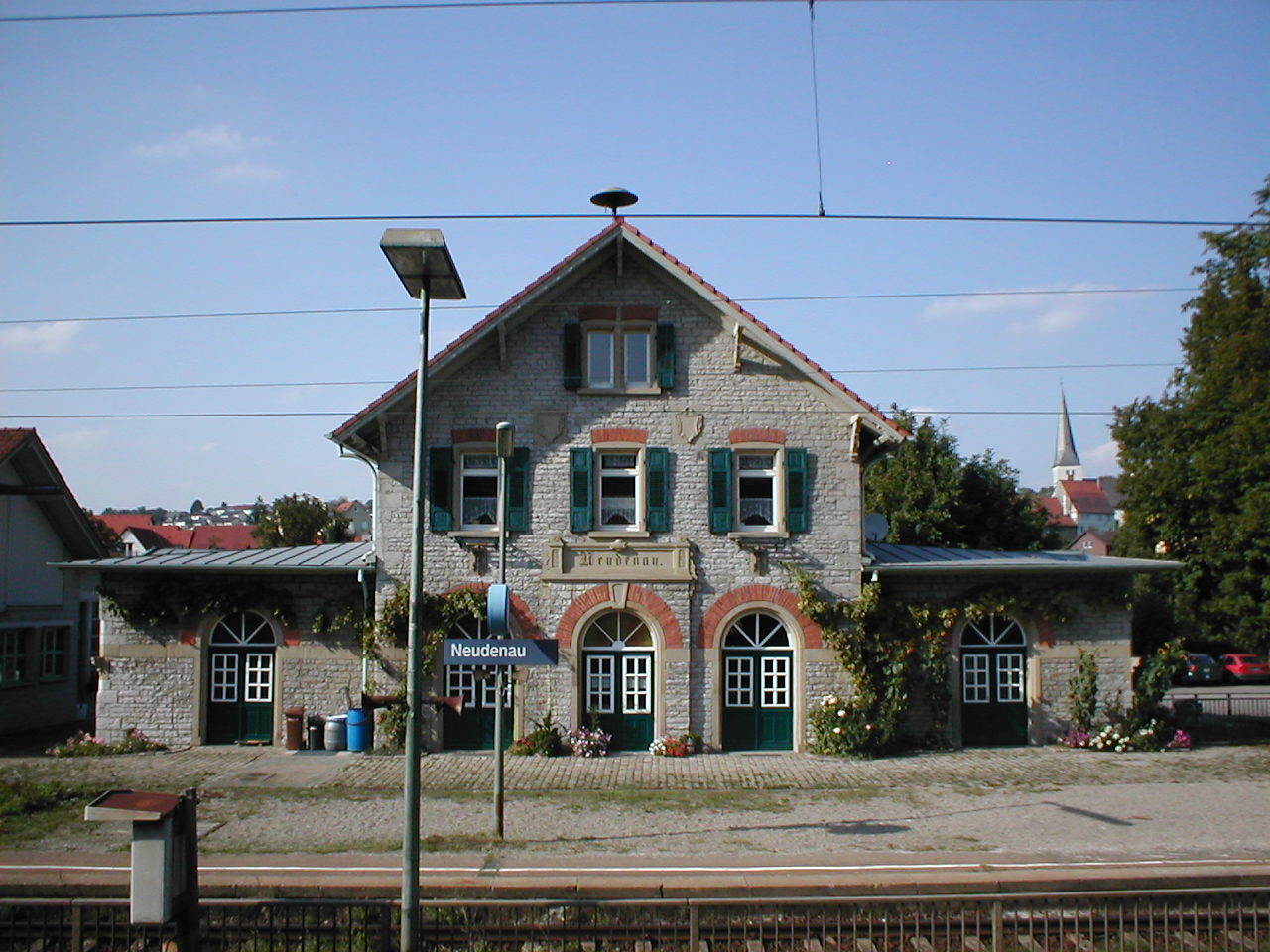
Haltepunkt Neudenau

Neudenau liegt mit den Haltepunkten Herbolzheim (Jagst), Neudenau und Siglingen an der Eisenbahnstrecke von Stuttgart über Heilbronn nach Würzburg (Frankenbahn). Es gibt einen ungefähren Stundentakt in Richtung Heilbronn und in Richtung Osterburken mit Regionalbahnen. Die Anschlussstelle Möckmühl an der A 81 ist 8 km entfernt. Die Anschlussstelle in der Nachbarstadt Neuenstadt liegt 6 km entfernt.
Durch eine Alltagsroute aus dem Radnetz Baden-Württemberg ist Neudenau mit Möckmühl und in der anderen Richtung mit Bad Friedrichshall verbunden. Durch die Stadt verläuft als Landes-Radfernweg der Kocher-Jagst-Radweg. Er ist ein Rundkurs entlang der beiden Flüsse Kocher und Jagst zwischen Bad Friedrichshall und einer Querverbindung zwischen den Tälern bei Aalen (Stadtteil Unterkochen) und Lauchheim.

### Medien
Über das Geschehen in Neudenau berichtet die Tageszeitung Heilbronner Stimme in ihrer Ausgabe N, Landkreis Nord.

### Bildung
Die Kurmainz-Schule in Neudenau ist eine Grund- und Hauptschule mit Werkrealschule. In Herbolzheim und Siglingen gibt es eigene Grundschulen. Außerdem gibt es eine Musikschule in Neudenau. Neben einem städtischen Kindergarten im Stadtteil Siglingen gibt es auch zwei katholische Kindergärten im Hauptort und in Herbolzheim.
Darüber hinaus unterhält die Volkshochschule Unterland in Neudenau eine Außenstelle.

## Persönlichkeiten

### Söhne und Töchter der Stadt
- Franz Joseph von Stein (1772–1834), Verwaltungsjurist
- Wilhelm Schwarz (1887–1966), MdL in Baden 1930–1933, von 1945 bis 1954 Bürgermeister von Mosbach
- Carola Rosenberg-Blume (1899–1987), Gründerin und Leiterin einer Institution für Frauenbildung an der Volkshochschule Stuttgart
- Ludwig Schuba (1917–1992), evangelischer Theologe und Handschriftenbearbeiter
- Bernhard Lott (1950–2008), pfälzisch-fränkischer Mundartdichter